# Guatteria conspicua
Guatteria conspicua är en kirimojaväxtart som beskrevs av Robert Elias Fries. Guatteria conspicua ingår i släktet Guatteria och familjen kirimojaväxter. Inga underarter finns listade i Catalogue of Life.